# バーニー (映画)
『バーニー』（原題：BURN-E）は、ピクサー・アニメーション・スタジオが2008年に製作した短編アニメーション。同社の長編アニメーション映画『ウォーリー』のスピンオフ作品であり、同作のDVD・Blu-ray Discにて特典映像として収録された。

## あらすじ
アクシオム艦の修理用ロボットバーニーが艦外でスパイアを修理するが、艦外に閉め出されてしまい…。